# هرمایوس

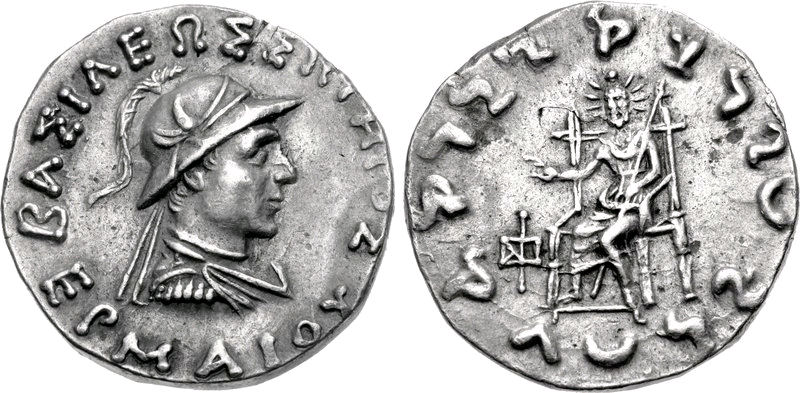
رو: هرمایوس نجات بخش با اسطوره یونانی: ΒΑΣΙΛΕΩΣ ΣΩΤΗΡΟΣ ΕΡΜΑΙΟΥ: «شاه هرمایوس، نجات بخش». پشت. زئوس در حال انجام یک ژست مبارک.

هرمایوس سوتر یا هرمایوس (یونانی باستان: Ἑρμαῖος ὁ Σωτήρ; به معنی نجات بخش) یک پادشاه هندو-یونانی غربی از سلسله اوکراتید بود که بر قلمرو پاروپامی‌زوس در منطقه هندوکش حکومت می‌کرد و پایتختش اسکندریه قفقاز (نزدیک کابل امروزی) افغانستان بود.